# The Son of Dr. Jekyll
Fiul Dr. Jekyll (titlu original: The Son of Dr. Jekyll) este un film de groază istoric american din 1951 regizat de Seymour Friedman. În rolurile principale joacă actorii Louis Hayward, Jody Lawrance, Lester Matthews și Alexander Knox. Finanțat și distribuit de Columbia Pictures, este bazat pe un scenariu de Jack Pollexfen și Mortimer Braus. Filmul este o continuare a romanului clasic Strange Case of Dr. Jekyll and Mr. Hyde de Robert Louis Stevenson, deși apar unele diferențe față de roman.  

## Distribuție
- Louis Hayward ca Edward Jekyll / Dr. Jekyll and Mr. Hyde
- Jody Lawrance ca Lynn Utterson
- Alexander Knox ca Dr. Curtis Lanyon
- Lester Matthews ca Sir John Utterson
- Gavin Muir ca Richard Daniels, editor
- Paul Cavanagh ca Inspector Stoddard
- Rhys Williams ca Michaels
- Matthew Boutlon ca Inspector Grey
- Claire Carleton ca Hazel Sorelle
- Doris Lloyd ca Lottie Sorelle
- Patrick O'Moore ca Joe Sorelle
- Hamilton Camp ca William Bennett, boy throwing rock
- Robin Hughes ca Alec, college roommate
- Olaf Hytten ca Prosecutor
- Wheaton Chambers ca Prosecutor
- Stapleton Kent ca Mr. Arnim
- Vesey O'Davoren ca Utterson's butler
- Matthew Boulton ca Inspector Grey